# ستيفن جي. لارسون
ستيفن جي. لارسون (بالإنجليزية: Stephen G. Larson)‏ هو قاضي ومحامي أمريكي، ولد في 1964 في فونتانا في الولايات المتحدة.